# ロード オブ ヴァーミリオン 紅蓮の王
『ロード オブ ヴァーミリオン 紅蓮の王』（ロード オブ ヴァーミリオン ぐれんのおう）は、日本のアーケードゲーム『ロード オブ ヴァーミリオン』シリーズを原作としたテレビアニメ。2018年7月から9月にかけて、TOKYO MXほかにて放送された。
本作のプロローグは『LORD of VERMILION IV』と同一であり、メインキャラクターおよびその担当声優も続投している。

## あらすじ

### プロローグ
2030年の東京で高周波の共鳴音と赤い霧が発生し、その音を聞いた生物すべてが気絶する「大共鳴」という現象が発生した。これにより東京は首都機能を喪失したため、大阪が一時的な首都となった。また、この現象は正体不明のウイルスによるものだとされ、被害拡大防止のため、東京は封鎖される。
「大共鳴」から6日後、東京の人々は意識を取り戻すが、様々な怪奇現象が発生するようになった。同じころ、東京の若者たちは「英血の器」という謎の能力に目覚めていき、大学生・神名千尋もそのひとりとして数奇な運命に巻き込まれていくのであった。

## 登場人物

### 聖マルディウス教会
神名 千尋
声 - 梶裕貴
上恵大学の2年生である青年。「大共鳴」によって気絶してから5か月後に意識を取り戻し、「英血の器」の力に目覚める。
道明寺 虎鉄
声 - 日野聡
上恵大学に通う大学１年生。千尋を引き取った家の息子であり、千尋を慕っている。
花島 笙子
声 - 茅野愛衣
聖マルディウス教会に仕えるシスター。
柿原 一心
声 - 東地宏樹
千尋を執拗に追う記者で何故か千尋を目の敵にしている。
赤谷 犬樹
声 - 森川智之
「大共鳴」で意識を失った千尋を治療した医者。
咲山 小梅
声 - 悠木碧
口が悪いナース。

### AVAL科学財団
白木 優羽莉
声 - 福圓美里
「大共鳴」発生後から千尋と接触を重ねる女性。
葵 順
声 - 諏訪部順一
水上 晴
声 - 寺島拓篤
カーク鏑木
声 - 三木眞一郎
チユ
声 - 斎藤千和

### 鎮護国禍
一条 樹理亜
声 - 堀江由衣
十文字 駿河
声 - 石田彰
黒髪 マリエ
声 - 小林ゆう
真鶴 椿
声 - 釘宮理恵
原吹 晶
声 - 佐藤利奈

### その他
ドゥクス
声 - 井上小百合（乃木坂46）
道明寺 羅漢
声 - 小柳基
尾張 郁郎
声 - 土岐隼一
風間 夜刀
声 - 今村卓博
立風 つばさ
声 - 東城日沙子
バン・ドレイル
声 - 檜山修之
白木・アルド・グラマン
声 - 速水奨
森園英子
声 - 中村知子

## スタッフ
- 原作 - スクウェア・エニックス[1]
- 監督 - 菅沼栄治[1]
- チーフディレクター - 高藤聡
- シリーズ構成 - 鈴木雅詞[1]
- キャラクターデザイン - 川村敏江[1]
- サブキャラクターデザイン - 荒川絵里花
- モンスターデザイン - 北條直明
- 血晶武装デザイン - 山本翔、北條直明、芳山優
- 総作画監督 - 川村敏江、北条直明、荒川絵里花
- 美術設定 - 桐生賢樹、西本成司、田中美紀
- 美術監督 - 海野よしみ、青山直樹
- 美術監督補佐 - スタジオアクア
- 色彩設計 - 井上あきこ
- 撮影監督 - 川下裕樹
- 編集 - 長坂智樹
- 音響監督 - 矢野さとし
- 音楽 - 新田目翔
- 音楽プロデューサー - 佐藤正和、福田正夫
- 音楽制作 - フライングドッグ
- プロデューサー - 平田重之、千葉誠
- アニメーションプロデューサー - 工藤博
- アニメーション制作 - アスリード、ティアスタジオ[1]
- 制作 - LORD of VERMILION製作委員会[1]

## 主題歌
オープニングテーマ「天使よ故郷を聞け」
作詞 - 岩里祐穂 / 作曲 - TOMOYA、KENT / 編曲 - CHOKKAKU / 歌 - May'n
エンディングテーマ「紅く、絶望の花。」
作詞・作曲・編曲 - la la larks / 歌 - JUNNA

## 各話リスト
| 話数 | サブタイトル                               | 脚本     | 絵コンテ          | 演出                | 作画監督 |
| ---- | ------------------------------------------ | -------- | ----------------- | ------------------- | --- |
| #01  | 我が命は敵に払う借金か                     | 鈴木雅詞 | 菅沼栄治          | 高藤聡 浅見松雄     | 北条直明 荒川絵里花 岩崎亮 杉本幸子 鵜池一馬 川村敏江                                                              |
| #02  | 君はまだ、ぼくという人間を知らないのだ     | 鈴木雅詞 | 福田道生          | 佐々木純人          | なかじまちゅうじ 吉田肇 羽野広範 Wang Ming                                                                         |
| #03  | だれだ古い争いに新たに火をつけたのは?      | 鈴木雅詞 | 石井久志          | 白石道太            | 挽本敦子 桐谷真咲 桜井このみ 服部益美 西山忍 小畑賢 谷口りつ子                                                     |
| #04  | 憎らしい敵がなぜに慕わしい                 | 永井真吾 | 大塚隆史          | 駒谷健一郎          | 杉本幸子 鵜池一馬 小野木三斉                                                                                       |
| #05  | 今日の暗い運命は、この先ずっと垂れ込める   | 石田勝也 | 許平康            | 安藤貴史            | 河本華穂 谷口繁則 高橋宏郁 平野翔 今泉竜太 森谷春樹 北條直明 荒川絵里花 園田大勢 岩崎亮 細田沙織                   |
| #06  | 暗い心には明るい光が相応しい               | 石田勝也 | 石井久志          | 浅見松雄            | LEE KWAN WOO YOO SUNG HEE 関根千奈未 鵜池一馬 杉本幸子 岩崎亮 芳山優 北條直明 大西健太                             |
| #07  | どうか二人の手を聖なる言葉で結んでください | 永井真吾 | 福田道生          | 北川正人            | 桜井木ノ実 木村なづき 池原百合子 金海淑                                                                            |
| #08  | 死ぬほどつらい悲しみも別の苦悩で癒えるもの | 鈴木雅詞 | 信田ユウ          | 上田繁              | 池田結姫 重国浩子 藤井文乃 橋本航平 水竹修治 小林史織里 森川侑紀                                                   |
| #09  | 死を前にして人は陽気になることがあるという | 鈴木雅詞 | 葛谷直行          | 駒屋健一郎          | 関根千奈未 丹羽恭利 栗井重紀 鵜池一馬 杉本幸子 岩崎亮 荒川絵里花 北條直明 芳山優                                   |
| #10  | 我が名を呼ぶのは、我が魂                   | 鈴木雅詞 | 許平康            | 浅見松雄 安藤貴史   | 杉本幸子 鵜池一馬 芳山優 小野木三斉 Kang Hyeon-guk Lee Sung-jin                                                    |
| #11  | か弱き花の蕾には、薬もあれば毒もある       | 鈴木雅詞 | 石井久志          | サトウ光敏 大平直樹 | 杉本幸子 鵜池一馬 岩崎亮 園田大勢 河本華穂 谷口繁則 高橋宏郁 平野翔 今泉竜太 森谷春樹 荒川絵里花 北條直樹 川村敏江 |
| #12  | 世界は広く、果てしない                     | 鈴木雅詞 | 大平直樹 福田道生 | 高藤聡 浅見松雄     | 杉本幸子 鵜池一馬 岩崎亮 小野木三斉 山本翔 園田大勢 北條直樹 荒川絵里花 川村敏江                                   |

## 放送局
| 放送期間                | 放送時間                     | 放送局     | 対象地域 | 備考                      |
| ----------------------- | ---------------------------- | ---------- | -------- | ------------------------- |
| 2018年7月14日 - 9月29日 | 土曜 1:05 - 1:35（金曜深夜） | TOKYO MX   | 東京都   | 作品の舞台地              |
|                         | 土曜 23:00 - 23:30           | AT-X       | 日本全域 | CS放送 / リピート放送あり |
| 2018年7月16日 - 10月1日 | 月曜 0:30 - 1:00（日曜深夜） | BS11       | 日本全域 | BS放送 / 『ANIME+』枠     |
| 2018年7月17日 - 10月2日 | 火曜 0:30 - 1:00（月曜深夜） | KBS京都    | 京都府   |                           |
|                         |                              | サンテレビ | 兵庫県   |                           |
|                         | 火曜 2:05 - 2:35（月曜深夜） | テレビ愛知 | 愛知県   |                           |

## BD / DVD
| 巻 | 発売日         | 収録話         | 規格品番  | 規格品番   |
| 巻 | 発売日         | 収録話         | BD        | DVD        |
| -- | -------------- | -------------- | --------- | ---------- |
| 1  | 2018年10月24日 | 第1話 - 第4話  | KAXA-7649 | KABA-10635 |
| 2  | 2018年11月28日 | 第5話 - 第8話  | KAXA-7650 | KABA-10636 |
| 3  | 2018年12月21日 | 第9話 - 第12話 | KAXA-7651 | KABA-10637 |